# Mathieu Grosch
Mathieu Grosch (Eupen, 14 settembre 1950) è un politico belga, leader del Partito Cristiano Sociale, ministro della gioventù, lo sport, l'educazione degli adulti e gli affari sociali della Comunità germanofona del Belgio dal 1986 al 1990, presidente del Parlamento della Comunità germanofona del Belgio dal 1990 al 1994 ed europarlamentare dal 1994 al 2014.

## Biografia
Dopo gli studi in lingue germaniche presso l'Università di Liegi, dal 1981 al 1983 lavorò nel gabinetto del primo ministro Wilfried Martens e dal 1984 al 1986 in quello del ministro della Comunità germanofona del Belgio Joseph Maraite.
Dal 1985 al 1986 ha ricoperto il ruolo di consigliere provinciale della provincia di Liegi, per poi essere nominato membro del Parlamento della Comunità germanofona del Belgio dal 1985 al 1995. Dal 1990 al 1994 è stato presidente di questo Parlamento. Dal 1986 al 1990 ha ricoperto la carica di ministro della gioventù, lo sport, l'educazione degli adulti e gli affari sociali della Comunità germanofona del Belgio durante il governo Maraite I.
Dal 1986 è membro dell'ufficio nazionale del Partito Cristiano Sociale (CSP) e dal 1994 anche dell'ufficio del Partito Popolare Europeo. Dal 2004 al 2010 è stato leader del CSP.
Dal 1994 al 2014 è stato europarlamentare e dal 1991 al 2012 è stato sindaco di Kelmis.